# Mayahi (Departement)
Mayahi ist ein Departement in der Region Maradi in Niger.

## Geographie
Das Departement liegt im Süden des Landes. Es besteht aus der Stadtgemeinde Mayahi und den Landgemeinden Attantané, El Allassane Maïreyrey, Guidan Amoumoune, Issawane, Kanan-Bakaché, Sarkin Haoussa und Tchaké. Der namensgebende Hauptort des Departements ist Mayahi. Das Gebiet des Departements ist von Weideland auf sandigem Boden geprägt.

## Geschichte
Nach der Unabhängigkeit Nigers im Jahr 1960 wurde das Staatsgebiet in 32 Bezirke (circonscriptions) aufgeteilt. Einer davon war der Bezirk Mayahi. 1964 gliederte eine Verwaltungsreform Niger in sieben Departements, die Vorgänger der späteren Regionen, und 32 Arrondissements, die Vorgänger der späteren Departements. Im Zuge dessen wurde der Bezirk Mayahi in das Arrondissement Mayahi umgewandelt.
Im Jahr 1998 wurden die bisherigen Arrondissements Nigers zu Departements erhoben, an deren Spitze jeweils ein vom Ministerrat ernannter Präfekt steht. Die Gliederung des Departements in Gemeinden besteht seit dem Jahr 2002. Zuvor bestand es aus dem städtischen Zentrum Mayahi und den Kantonen Mayahi und Kanembakaché.

## Bevölkerung
Das Departement Mayahi hat gemäß der Volkszählung 2012 557.186 Einwohner. Bei der Volkszählung 2001 waren es 392.123 Einwohner, bei der Volkszählung 1988 227.440 Einwohner und bei der Volkszählung 1977 169.221 Einwohner.

## Verwaltung

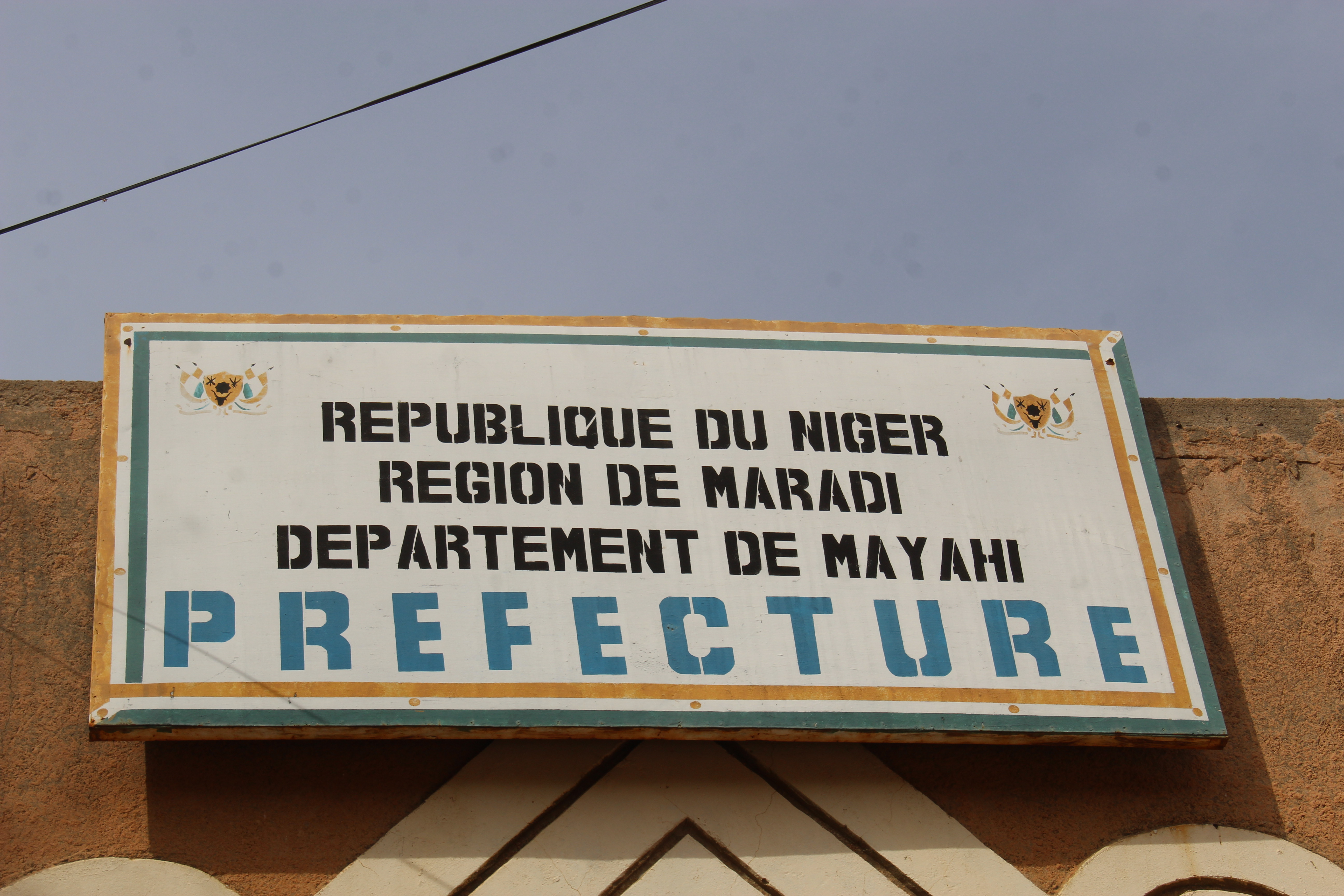
Schild der Präfektur Mayahi (2023)

An der Spitze des Departements steht ein Präfekt (französisch: préfet), der vom Ministerrat auf Vorschlag des Innenministers ernannt wird.
| Amtszeit                     | Name                                                                          |
| ---------------------------- | ----------------------------------------------------------------------------- |
| …                            |                                                                               |
| 1. Apr. 2009 – 15. Apr. 2010 | Sanogo Mounkaila                                                              |
| 15. Apr. 2010 – 3. Jun. 2011 | Abdou Ousmane                                                                 |
| 3. Jun. 2011 – 4. Dez. 2013  | Mohamadou Mohamed                                                             |
| 4. Dez. 2013 – 27. Okt. 2017 | Moussa Dan Tanin (alias Moussa Dan Tani, Moussa Dan Tanine, Moussa Dan Tanni) |
| 27. Okt. 2017 – 8. Nov. 2021 | Tidjani Boukari                                                               |
| 8. Nov. 2021 – 21. Sep. 2023 | Abdou Mantaou                                                                 |
| seit 21. Sep. 2023           | Adamou Mounkaïla Moussa                                                       |